# 松平信平
松平 信平（まつだいら のぶひら）は、江戸時代前期の旗本。鷹司松平家の祖。本姓は藤原氏で、五摂家の一つ鷹司家の出自である。

## 生涯
寛永13年12月（西暦では1637年1月）、元関白鷹司信房の四男として生まれる。信房は二條家の出身で、天正7年（1579年）にそれまで30年余り断絶状態となっていた鷹司家の当主に入って再興した人物である。それから60年近くを経た信平の出生当時、信房は70歳を過ぎており、信平より27歳上の甥（亡兄信尚の子）教平が右大臣に就いていた。鷹司家は五摂家の一つで公家社会では最高の家格ではあったが、庶子である信平には門跡寺院に入るか、他の公家の養子になるなどの選択肢しかなかった。しかし信平はいずれも選ばず、15歳になった慶安3年（1650年）、江戸幕府第3代将軍徳川家光の御台所（正室）であった34歳上の姉・鷹司孝子を頼って家臣1人だけを伴い江戸へと下った。信平は家光から歓迎され、1000俵の廩米と月俸200人扶持を与えられ寄合入りした。
承応2年（1653年）、第4代将軍徳川家綱の配慮により、家光の叔父である紀州藩主徳川頼宣の娘・松姫を娶り、翌承応3年（1654年）には従四位下・左近衛少将に任じられ、紀州徳川家の縁者として松平の名字を称することを許された。この年に従来の俸禄に代わって4000俵の廩米を授けられる。信平が任じられた官位官職は国主並みであり、旗本では異例の高位であった。
明暦2年（1656年）、父・信房の見舞いのため上洛する（信房は明暦3年（西暦で1658年初め）に数え93歳で没する）。延宝2年（1674年）、姉・孝子が病死する。家綱はこれを憐れみ、信平にそれまでの廩米に代え、上野国・上総国に合わせて7000石の知行地を与えた。
元禄2年（1689年）7月28日、死去した。享年54。

## 異例の転身
公家から武家（孫信清の代には大名となる）への転身という特殊な経歴から、「実は信平は徳川将軍家の血筋の人物なのではないか?」という憶測を生み出し、後世の松平長七郎伝説の土壌になったとも言われている。
この、公家から武家への転身という事例としては、信平仕官の前年・慶安2年（1649年）の戸田氏豊、それ以前にも元和9年（1623年）の日野資栄などがおり、諸藩においても加賀藩士で白川伯王家出身の品川雅直などの例があり、のちの家綱、綱吉の代にも数件の例が見えることから、それほど特殊なことではない。だが幕臣として抱えられる例はほぼ、その高貴な血筋に由来すると推測される高家旗本としてであり、一般の旗本として取り立てられ、さらに子孫が大名にまでなった例は稀である。

## 系譜
- 父：鷹司信房（1565年 - 1658年）
- 母：白川顕成王の娘
- 正室：松姫 - 徳川頼宣次女
  - 男子：松平信政（1661年 - 1692年）
- 生母不明の子女
  - 次男：竹中定矩（1689年 - 1755年） - 竹中重富の婿養子
  - 女子：米姫 - 島津綱貴正室

## 松平信平を題材としたフィクション
- 『公家武者 松平信平』『公家武者 信平』 - 佐々木裕一による信平を主人公とする時代小説シリーズ。